# Альбуццано
Альбуццано (итал. Albuzzano) — город в Италии, расположен в регионе Ломбардия, подчинён административному центру Павия (провинция).
Население составляет 2256 человек, плотность населения составляет 150 чел./км². Занимает площадь 15 км². Почтовый индекс — 27010. Телефонный код — 00382.
В коммуне 15 августа особо празднуется Успение Пресвятой Богородицы.

## Топоним
Название города вероятно связано с именем семьи, получившей здесь владения в результате одного из многочисленных земельных пожалований федератам, воевавшим на стороне римлян против варварских нашествий в IV веке н. э. Более точная версия предполагает, что топоним происходит от имени «Альбуций» — римского декуриона .

## География
Альбуццано граничит с Белджойозо, Кура-Карпиньяно, Филигера, Линароло, Валле-Салимбене и Вистарино. Находится в 11 км от Павии.

## История
Альбуццано впервые упоминается в XII веке под названием Альбучано (итал. Albuciano). В раннем Средневековье он входил в состав павийской Кампаньи Соттаны и был передан монастырю Спасителя мира в Павии. В XIV веке деревня перешла под управление семьи Беккариа из Павии, а в 1431 году стала владением рода Барбиано в составе графства, позднее преобразованного в княжество Белджойозо, к которому она принадлежала до упразднения феодализма в 1797 году. В XVIII веке к Альбуццано присоединили небольшие муниципалитеты Альпероло и Торре д'Астари, ранее не входившие в его территорию. В 1872 году в состав Альбуццано вошли муниципалитеты Барона и Вигальфо.

## Административно-территориальное деление
В состав Альбуццано входят 5 коммун: 
- Барона (итал. Barona)

Ранее являлся центром самостоятельного муниципалитета, упраздненного в 1876 году. На данный момент входит в состав Альбуццано.
- Кашина-де-Менси (итал. Cascina De Mensi)

Считается, что округ возник до 1932 года. Данная теория может быть подтверждена своим названием — «De' Mensibus», которое имеет более древнее происхождение и отличается от других местных топонимов.
- Альпероло (итал. Alperolo)

Название Альпероло происходит от топонима, связанного с растением, характерным для этой местности (Ad perolum). Располагается на юге Альбуццано. Его территория отделена от Альбуццано каналами Роджиа Карлеска (итал. Roggia Carlesca) и Роджиа Опционе (итал. Roggia Opziona).
- Торре-д'Астари (итал. Torre d'Astari)

«Торре» в названии указывает на наличие военных укреплений в прошлом, а «д'Астари» — на принадлежность деревни знатному роду Астари, который ныне прекратил своё существование. Один из представителей этого рода, Энрико Астари, занимал пост епископа Павии в 1057–1060 годах. В 1485 году, согласно завещанию Бенедетто Астари, последнего представителя семьи, все имущество рода было передано больнице Павии.
- Вигальфо (итал. Vigalfo)

Здесь сохранилась трехэтажная башня XIV века, встроенная в здание более позднего периода. В настоящее время это здание используется в качестве конюшни и амбара. Башня расположена на возвышении и обладает оборонительным преимуществом.

## Демография
Динамика населения:

## Администрация города

### Мэры
| Мэр                                      | Период руководства | Период руководства | Партийность |
| ---------------------------------------- | ------------------ | ------------------ | ----------- |
| Маргерита Канини англ. Margherita Canini | 14 июня 2004       | 24 мая 2014        | —           |
| Марко Томбола англ. Marco Tombola        | 25 мая 2014        | Настоящее время    | Лига Севера |

## Известные уроженцы
- Чезаре Анджелини — писатель, литературный критик и священник